# Bahnhof Fort Lauderdale
Fort Lauderdale ist ein Bahnhof im Regional- und Fernverkehr an der Eisenbahnstrecke von Mangonia Park zum Flughafen Miami. Er befindet sich in Fort Lauderdale im Broward County, Florida.

## Geschichte
Der Bahnhof wurde ursprünglich 1927 von der Seaboard Air Line Railroad nach Plänen des Architekten Gustav Maass im mediterranen Baustil errichtet. Zu Zeiten der Rassentrennung besaß das Bahnhofsgebäude einen zusätzlichen Warteraum für die farbige Bevölkerung, der heute anderweitig genutzt wird. Der Bahnhof ist mit dem Bahnhof Hollywood weiter südlich optisch identisch.
Der Bahnhof wurde bis 1953 unter anderem von dem Luxus-Reisezug Orange Blossom Special angefahren. Der Silver Meteor, der 1971 von der Amtrak übernommen wurde, bedient seit 1939 den Bahnhof. Neben dem Silver Meteor hält heute auch der Silver Star in Fort Lauderdale. Seit 1989 wird der Bahnhof auch von den Regionalzügen der Tri-Rail angefahren.

## Anbindung
In Fort Lauderdale halten sowohl die Regionalzüge der Tri-Rail als auch die Fernzüge der Amtrak. Im Nahverkehr wird die Station von Bussen der Broward County Transit sowie der Miami-Dade Transit (Metrobus) bedient. Der Bahnhof befindet sich direkt westlich der Interstate 95 sowie südlich der Florida State Road 842.
Schiene
| Linie         | Laufweg                                                                                                  |
| ------------- | --- |
| Silver Star   | Miami Airport – Hollywood – Fort Lauderdale – Deerfield Beach – ... – New York City                      |
| Silver Meteor | Miami Airport – Hollywood – Fort Lauderdale – Deerfield Beach – ... – New York City                      |
|               | Miami Airport – ... – Ft Laud-Hlwd Int’l Airport – Fort Lauderdale – Cypress Creek – ... – Mangonia Park |

Broward County Transit
| Nummer                      | Verlauf                                                                                           | Karte               | Anmerkungen                   |
| --------------------------- | ------------------------------------------------------------------------------------------------- | ------------------- | ----------------------------- |
| 22                          | Central Terminal ↔ Sawgrass Mills Mall oder West Regional Terminal via Broward Boulevard (SR 824) | Karte (PDF; 439 kB) |                               |
| 595 Express Fort Lauderdale | Sunrise/BankAtlantic Center ↔ Downtown Fort Lauderdale via I-595                                  | Karte (PDF; 657 kB) | nur werktags im Berufsverkehr |

Metrobus
| Nummer | Verlauf                                                                                       | Karte | Anmerkungen                   |
| ------ | --------------------------------------------------------------------------------------------- | ----- | ----------------------------- |
| 95     | 95 Dade/Broward Express (Downtown Miami ↔ Downtown Fort Lauderdale via Broward Blvd und I-95) | Karte | nur werktags im Berufsverkehr |